# アヒルと鴨のコインロッカー
『アヒルと鴨のコインロッカー』（アヒルとかものコインロッカー）は、伊坂幸太郎の小説。
2007年に映画化作品が公開。2016年に舞台化作品が上演（後述）。

## 小説
伊坂幸太郎の5本目の長編。2003年11月、東京創元社の叢書ミステリ・フロンティアの第1回配本作品として刊行。2006年12月、創元推理文庫に収録された。第25回吉川英治文学新人賞受賞作。

## あらすじ
椎名という大学生の現在の物語と琴美という女性の2年前の物語が同時に描かれる、カットバック形式の小説。
椎名は引っ越し先のアパートの隣人・河崎に「本屋で広辞苑を盗まないか」と誘われる。断りきれなかった椎名は本屋から広辞苑を奪う手伝いをさせられてしまう。その計画の後、河崎やペットショップの店長をしている麗子から2年前の話を聞かされることになる。
2年前の物語は琴美、その恋人であるキンレィ・ドルジ（ブータン人）、河崎、麗子を中心に展開する。世間で多発しているペット惨殺事件の犯人たちに出会ったことにより、琴美が目を付けられてしまう。琴美は何度も襲われるが、ドルジや河崎に助けられ、逆に犯人たちを捕まえようとする。
2年前の事件と現在の本屋襲撃が次第につながっていく。

## 登場人物
椎名
押しに弱い学生。
河崎
容姿端麗であり、女性をとっかえひっかえしている。
琴美
以前に極短期間だが河崎と付き合っていた。2年前の物語ではドルジの恋人である女性。
ドルジ
ブータンからの留学生。
麗子
ペットショップの店長をしている女性。肌が白い。
和久井さん

## 映画
『アヒルと鴨のコインロッカー』は、2007年6月に公開された日本映画。映画のロケ地は全て、舞台となっている仙台を中心とした宮城県で行われた。
映画公開日は、宮城県では2007年5月12日に先行公開され、その他の地域は6月23日に公開された（2009年公開の映画「重力ピエロ」でも同じように、宮城県にてオールロケをし先行公開をした）。
この作品にはどんでん返しがあるため、作者は「この作品を映画にするのは、難しいと思った」と言っている。

### 出演
椎名
演 - 濱田岳 主演
進学のため仙台に引っ越してきた大学生。どちらかと言うと気が弱く押しに弱い性格。好きな曲は、ボブ・ディランの『風に吹かれて』で作中で口ずさんでいる。引っ越した直後に河崎と出会い、隣人として付き合い始める。やや強引な性格の河崎のペースに飲まれそうになるが、徐々に河崎の行動を怪しむ。
河崎
演 - 瑛太 主演
椎名の右隣の部屋の住人。事実か作り話かわからない会話で椎名を惑わせる。ボブ・ディランの歌声について「神様の声」と評している。やや強引でつかみどころがない独特な性格の持ち主。浮気症で、恋人がいる時でも目の前にキレイな女性が現れると声をかける。椎名に、本屋を襲って本を盗む計画を持ちかける。
ドルジ
演 - 田村圭生
椎名の左隣の部屋の住人。河崎によるとブータンから来た留学生で大学に通う。ICレコーダーを所持しており、日本語の勉強などに利用している。交通量の多い道路で動けない犬を身を挺して助けた所を偶然、琴美に目撃されたことがきっかけで後に付き合うようになる。
琴美
演 - 関めぐみ
ドルジの恋人。以前は河崎と交際していたが、浮気症な性格に嫌気がさしてその後は腐れ縁の関係。動物好きで、作中の地元でペットが虐待・殺される事件が増えたことに心を痛める。正義感が強いが後先考えずに行動することがある。特技は英語。
謎の男
演 - 松田龍平
琴美のことをよく知る男。琴美とドルジのデート中に偶然鉢合わせし、初めて会ったドルジを気に入ってその後、日本語を教える。一見怖そうな性格の中にも優しさを持ち合わせる。琴美がピンチになった時にどこからともなく現れる。
麗子
演 - 大塚寧々
ペットショップの店長。常に怒っているような態度とぶっきらぼうな口調が特徴。自身の店で琴美をトリマーとして雇い、また河崎とドルジが来店したことがあり、3人のことを知る人物。椎名に河崎の行動に注意するように伝え、後に二人で尾行する。

### その他の人物
椎名の父
演 - なぎら健壱
小さな靴屋を夫婦で経営。東京在住。ほどなくして病気を患う。
椎名の母
演 - キムラ緑子
夫が病気になったため、息子に一度見舞いに帰ってきて欲しいと電話で伝える。
関西弁の学生・山田
演 - 藤島陸八
椎名の大学の同級生。口が悪く、思ったことを口にする。
免許のない学生・佐藤
演 - 岡田将生
椎名の大学の同級生。車好きで自称「生まれついての走り屋」。免許がないことをツッコまれると不快感を示す。
ペット殺し・江尻
演 - 関暁夫（ハローバイバイ）
河崎が窃盗に入る本屋の従業員で、本屋の息子。ある時他人のペットを仲間と共にいたぶって死なせる。
ペット殺し・笹塚
演 - 杉山英一郎
江尻の仲間。偶然ペット殺しの様子を目撃した琴美の存在を知り、後日3人で襲いかかる。
ペット殺し・タカコ
演 - 東真彌
江尻の仲間。なんの躊躇もなく動物に危害を加える冷酷な人物。
バスの運転手
演 - 眞島秀和
椎名が通う大学近くのバス停で学生たちを乗せる。
犬がほしい女・ユキエ
演 - 野村恵里
河崎が琴美と別れた後に付き合う恋人。麗子の店に犬を買いに来る。
仙台弁の書店員・ミキ
演 - 平田薫
河崎が窃盗に入る本屋の従業員。事件当時勤務していた江尻について椎名と会話する。ブックス なにわ 塩釜店 書店
警官
演 - 寺十吾、恩田括
通報を受けてペット殺しの犯人を追う。カタコトの日本語しか話せないドルジを見下す。

### スタッフ
- 監督・脚本：中村義洋
- 原作：伊坂幸太郎
- 脚本：鈴木謙一
- 撮影：小松高志
- 照明：松岡泰彦
- 音楽：菊池幸夫
- 製作 - 「アヒルと鴨のコインロッカー」製作委員会（アミューズソフトエンタテインメント、スカパー・ウェルシンク、デスペラード、ダブ、読売広告社、東日本放送、河北新報社）
- 配給：ザナドゥー

### 劇中歌
- 「風に吹かれて」（ボブ・ディラン） ストーリー全体を通じて重要な役割をはたす。また、エンディングソングでもある。

### ロケ地
- 仙台市：主要なロケ地。
  - 八木山南団地の大通り：ドルジと琴美の初対面のシーン。映画では多数の車が走っているが、実際は団地内で完結しているため交通量は非常に少ない。
  - 泉区歩坂町：ドルジ、琴美のアパートでのシーン。公園でブランコに乗るシーンが撮影された。八木山で撮影するはずだったが、交通量が多いためここに変更となったという。
  - 東北学院大学：東北学院大学泉キャンパス掲示板、2号館前の噴水、大学生協などで撮影が行われた。入学式のシーンは時期が合わなかったため都内の私立大学で撮影された。
  - 仙台駅：最後に登場したコインロッカーは3階の新幹線南口改札横にかつて存在したが、2016年3月18日にグランドオープンした駅ビル・エスパル仙台のリニューアル事業に伴い撤去された。
  - 仙台市八木山動物公園：動物園のロケ地。
  - 東北厚生年金病院（現・東北薬科大学病院）：病院のロケ地。
- 東松島市：海岸のロケ地。
- 塩竈市：書店のロケ地。
- 白石市：ボウリング場のロケ地。
- 加美町：靴店（椎名の実家）のロケ地。

### 受賞
- 新藤兼人賞2007　金賞（中村義洋）

## 朗読
同名タイトルの朗読舞台が、2014年1月にラゾーナ川崎プラザソルで上演。脚本・演出はロウドクノチカラ近藤大介が担当

### 出演
ドルジ
演 - 吉沢悠
椎名
演 - 近藤大介
河崎
演 - 金純樹
琴美
演 - 池永亜美
麗子
演 - 天野琴恵
ペット殺し / 語り
演 - 松井みどり
ペット殺し / 語り
演 - 深森らえる
語り
演 - 伊東彩
ペット殺し
演 - 北村真一郎

## 舞台
同名タイトルの舞台化作品が、2016年9月にザ・ポケットで上演。脚本・演出はほさかようが担当。2021年1月にも脚本をほさかよう、演出を野坂実が担当する形で予定されていたが新型コロナウイルスの影響で中止になった。

### 出演
椎名
演 - 多田直人 主演
河崎
演 - 山田ジェームス武 主演
琴美
演 - 清水由紀
謎の男
演 - 細貝圭
ドルジ
演 - 首藤健祐
麗子
演 - 実川貴美子
書店員
演 - 馬渕史香
ペット殺し・江尻 / その他
演 - 渡邊りょう
ペット殺し・男 / その他
演 - 免出知之
ペット殺し・女 / その他
演 - 土井玲奈